# Kazuyuki Itō
Kazuyuki Itō (伊藤和幸?, Itō Kazuyuki; 1951) è un astronomo giapponese.
Il Minor Planet Center gli accredita la scoperta dell'asteroide 6879 Hyogo effettuata il 14 ottobre 1994.
Gli è stato dedicato un asteroide, 5737 Itoh .